# Bauwelt (Unternehmen)
Die Bauwelt (auch BauWelt) bzw. Bauwelt Interbaustoff Bau- und Wohnbedarf Vertriebsges.m.b.H. war die älteste und eine der bedeutendsten Baustoffhandelskooperationen in Österreich, sowie Mitglied im Verband der Baustoffhändler Österreichs (VBÖ). Sie bestand zeitweise aus 17 Gesellschaftern welche regional bedeutende, selbständige mittelständische Baustoffhandelsunternehmen im gesamten Bundesgebiet darstellten. Ein weiterer strategischer Gesellschafter war das deutsche Unternehmen Eurobaustoff Handelsgesellschaft. Aufgabe dieser Kooperation war die Bündelung (Synergie) von Einkaufskonditionen für alle beteiligten Gesellschafterunternehmen. Gemeinsam sollte eine österreichweit bekannte Marke genutzt und damit die Marktpräsenz gestärkt werden. Die Kooperationspartner betrieb 49 Baustoffhandelsmärkte in Österreich, wovon 32 gleichzeitig Baumärkte (vorwiegend Obi-Märkte) waren.
Ende 2017 wurde die Bauwelt Interbaustoff Bau- und Wohnbedarf Vertriebsges.m.b.H. liquidiert und die noch verbliebenen 13 Gesellschafter wechselten als Gesellschafter zur EUROBAUSTOFF Handelsgesellschaft mbH & Co. KG. Das Unternehmen wurde mit Löschung am 15. Jänner 2019 aufgelöst.

## Besonderheiten
Die Mehrzahl der BauWelt-Baustofffachmärkte wurden gleichzeitig mit einem Obi-Baumarkt im Franchisesystem betrieben, welches in Österreich im Oktober 1995 aus den ehemaligen Bauwelt-Heimwerkermärkten hervorging.

## Kooperationsunternehmen
- baustoffwagner Fachhandel GmbH, Wien (Wien) (Tochterunternehmen von Baustoffgroßhandel Michael Koch GmbH)
- Baustoffe EHRLICH (Wien)
- Baustoffhandel A. Sochor & Co GmbH, Wien (Wien)
- AustroDach HandelsgmbH & Co KG, Herzogenburg (Niederösterreich, Oberösterreich, Salzburg und Steiermark)
- Baustoffe Übellacker, Purgstall (Niederösterreich)
- Baustoffgroßhandel Michael Koch GmbH, Mattersburg (Burgenland, Niederösterreich)
- Teubl Handelsgesellschaft mbH., Unterwart (Burgenland)
- Rudolf Kandussi GmbH, Scheifling (Steiermark und Kärnten)
- Kormann Baustoffe, Graz (Steiermark)
- Beinkofer Ges. mbH & Co KG, Linz (Oberösterreich)
- Kasberger Baustoff GmbH, St. Florian am Inn (Oberösterreich)
- Poschacher Baustoffhandel GmbH & Co KG, Mauthausen (Oberösterreich)
- Pramer Baustoffe GmbH, Linz (Oberösterreich)
- Wessenthaler Baustoffvertriebs gmbH, Attnang-Puchheim (Oberösterreich)
- Bauzentrum Hannak GmbH, Salzburg
- Alois Mayr Bauwaren GmbH, Piesendorf (Salzburg)
- CANAL & Co. Bauwaren Hall, Hall in Tirol (Tirol)
- Ludwig Canal´s Kinder Baustoffe, Imst, (Tirol)
- Katzenberger Beton- und Fertigteilwerk NFG GmbH & Co KG, Innsbruck, (Tirol)
- Alois Mayr Bauwaren GmbH, Wörgl, (Tirol)
- A. Pümpel & Co.KG, Feldkirch, (Vorarlberg)

## Sponsoring
Der Kooperationspartner Baustoffgroßhandel Michael Koch GmbH aus Mattersburg ist Hauptsponsor und Namensgeber des österreichischen Bundesligisten SV Bauwelt Koch Mattersburg.